# Sowietskaja (stacja antarktyczna)
Sowietskaja (ros. Советская) – nieczynna letnia stacja polarna należąca do ZSRR, położona na lądolodzie Antarktydy Wschodniej.

## Położenie i warunki
Stacja znajduje się we wnętrzu kontynentu, we wschodniej części Płaskowyżu Radzieckiego, 1040 km od wybrzeża Morza Wspólnoty i 1420 km od głównej radzieckiej stacji Mirnyj. Średnia roczna temperatura w tym miejscu to –54 °C, maksymalnie osiąga –20 °C, zimą spada nawet poniżej –80 °C. Średnia prędkość wiatru to 2,5–4,6 m/s. Noc polarna trwa od 25 kwietnia do 19 sierpnia.

## Historia i działalność
Polarnicy przybyli na miejsce budowy stacji 10 lutego 1958 roku, już 12 lutego przesłali pierwszy raport meteorologiczny, a 16 lutego stacja została oficjalnie otwarta. Oprócz badań meteorologicznych (w tym aerologicznych) prowadzono na niej pomiary promieniowania słonecznego, prace glacjologiczne i medyczne. 3 stycznia 1959 roku zaprzestano użytkowania tej stacji.

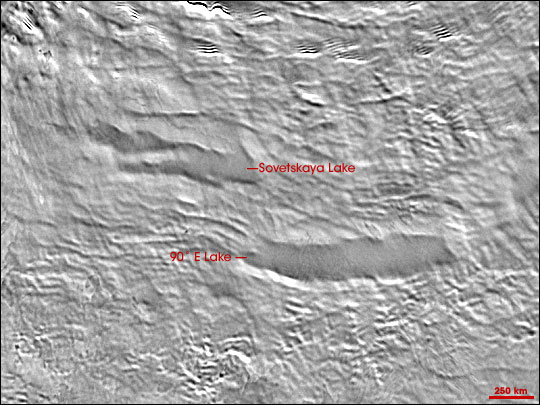
Jeziora 90°E i Sowietskaja, widoczne z satelity jako nietypowo gładkie obszary lodu

W 1967 roku w pobliżu stacji odkryto pierwsze jezioro podlodowcowe na Antarktydzie, które nazwano (nieoficjalnie) „Sowietskaja”. Późniejsze badania wykazały, że jest ono jednym z największych (1600 km²) i najgłębszych jezior Antarktyki.